# André Foucher
André Foucher (Cuillé, 2 oktober 1933 – 4 mei 2025) was een Frans wielrenner.

## Biografie
Foucher was professioneel wielrenner van 1960 tot 1968. Hij was een boerenzoon die in 1958 Frans kampioen op de weg bij de amateurs werd. In 1955 was hij ook al nationaal kampioen op de weg voor militairen geworden.
Als professioneel wielrenner ontpopte hij zich als een uitstekend knecht en reed achtereenvolgens in dienst van Henry Anglade, Jan Janssen en Raymond Poulidor. Hij nam achtmaal deel aan de Ronde van Frankrijk en alleen in zijn eerste jaar (1960) behoorde hij tot de uitvallers. In 1964 leverde hij zijn beste prestatie in de Tour toen hij zesde werd in het eindklassement. Hij won zowel in 1964 als in 1965 het eindklassement in de etappekoers Grand Prix du Midi Libre.
Foucher was ook actief als cyclocrosser. In 1960 en 1963 werd hij kampioen van Bretagne in deze discipline.
In 1968 trad hij weer toe tot de amateurs en hij is nog jarenlang in deze categorie actief gebleven. In de zeventiger jaren van de 20e eeuw kwam hij tweemaal in opspraak toen bekend werd dat positief getest was op het gebruik van amfetamine.
Foucher overleed op 4 mei 2025 op 92-jarige leeftijd.

## Overwinningen en ereplaatsen
1955
- 1e bij het Nationaal kampioenschap op de weg voor militairen

1958
- 1e bij het Nationaal kampioenschap op de weg voor amateurs

1959
- GP de l'Equipe

1960
- 1e in het Eindklassement Circuit Cycliste de la Sarthe

1962
- 6e bij het Wereldkampioenschap cyclocross, elite

1964
- 2e in de 2e etappe Critérium du Dauphiné Libéré
- 2e in de 1e etappe Grand Prix du Midi Libre
- Eindklassement Grand Prix du Midi Libre
- 3e bij het Nationaal Kampioenschap op de weg, elite
- 3e in het eindklassement Ronde van Picardië

1965
- Eindklassement Grand Prix du Midi Libre

1966
- 3e bij het Nationaal Kampioenschap op de weg, elite
- 2e in het eindklassement Tour de l'Hérault

1967
- 2e in de Bol d'Or des Monédières Chaumeil
- 2e in de 1e etappe Grand Prix du Midi Libre
- 2e in de 11e etappe Ronde van Frankrijk

## Resultaten in voornaamste wedstrijden
| Jaar | Ronde van Italië | Ronde van Frankrijk | Ronde van Spanje |
| ---- | ---------------- | ------------------- | ---------------- |
| 1960 |                  | opgave              |                  |
| 1961 |                  | 20e                 |                  |
| 1962 | opgave           | 54e                 |                  |
| 1963 |                  | 57e                 |                  |
| 1964 |                  | 6e                  |                  |
| 1965 |                  | 18e                 |                  |
| 1966 |                  | 43e                 |                  |
| 1967 |                  | 46e                 | 48e              |

| Jaar | Milaan-San Remo | Ronde van Vlaanderen | Parijs-Roubaix | Luik-Bast.‑Luik | Ronde van Lombardije | Parijs-Tours |  | WK op de weg |
| ---- | --------------- | -------------------- | -------------- | --------------- | -------------------- | ------------ |  | ------------ |
| 1960 |                 |                      |                |                 |                      |              |  |              |
| 1961 |                 |                      |                |                 |                      |              |  |              |
| 1962 |                 |                      |                |                 |                      | 78e          |  |              |
| 1963 | 66e             |                      | 61e            | 29e             |                      | 15e          |  |              |
| 1964 |                 |                      |                |                 | 40e                  | 57e          |  |              |
| 1965 |                 |                      |                |                 |                      | 66e          |  |              |
| 1966 | 13e             | 56e                  | 31e            |                 |                      |              |  | 20e          |
| 1967 |                 |                      |                |                 |                      | 66e          |  | 11e          |